# Lantenay (Côte-d’Or)
Lantenay település Franciaországban, Côte-d’Or megyében. Lakosainak száma 501 fő (2022. január 1.). Lantenay Pasques, Fleurey-sur-Ouche, Prenois, Velars-sur-Ouche, Ancey és Plombières-lès-Dijon községekkel határos.

## Népesség
A település népességének változása:
| Lakosok száma | 288  | 302  | 315  | 454  | 504  | 509  | 510  | 511  | 511  | 501  |
|               | 1968 | 1982 | 1990 | 2006 | 2013 | 2015 | 2017 | 2019 | 2020 | 2022 |